# Księginice Małe
Księginice Małe (niem. Klein Kniegnitz) – wieś w Polsce położona w województwie dolnośląskim, w powiecie wrocławskim, w gminie Sobótka.
W latach 1954–1968 wieś należała i była siedzibą władz gromady Księginice Małe, po jej zniesieniu w gromadzie Rogów Sobócki. W latach 1975–1998 miejscowość administracyjnie należała do województwa wrocławskiego.

## Zabytki
Do wojewódzkiego rejestru zabytków wpisane są:
- kościół pw. Matki Boskiej Różańcowej z lat 1720–1730 i 1806, ewangelicki, obecnie rzymskokatolicki filialny
- zespół plebanii, z XVIII–XX w., ul. Kościuszki:
  - plebania – pastorówka z XVIII wieku
  - dwa budynki gospodarcze
  - ogród

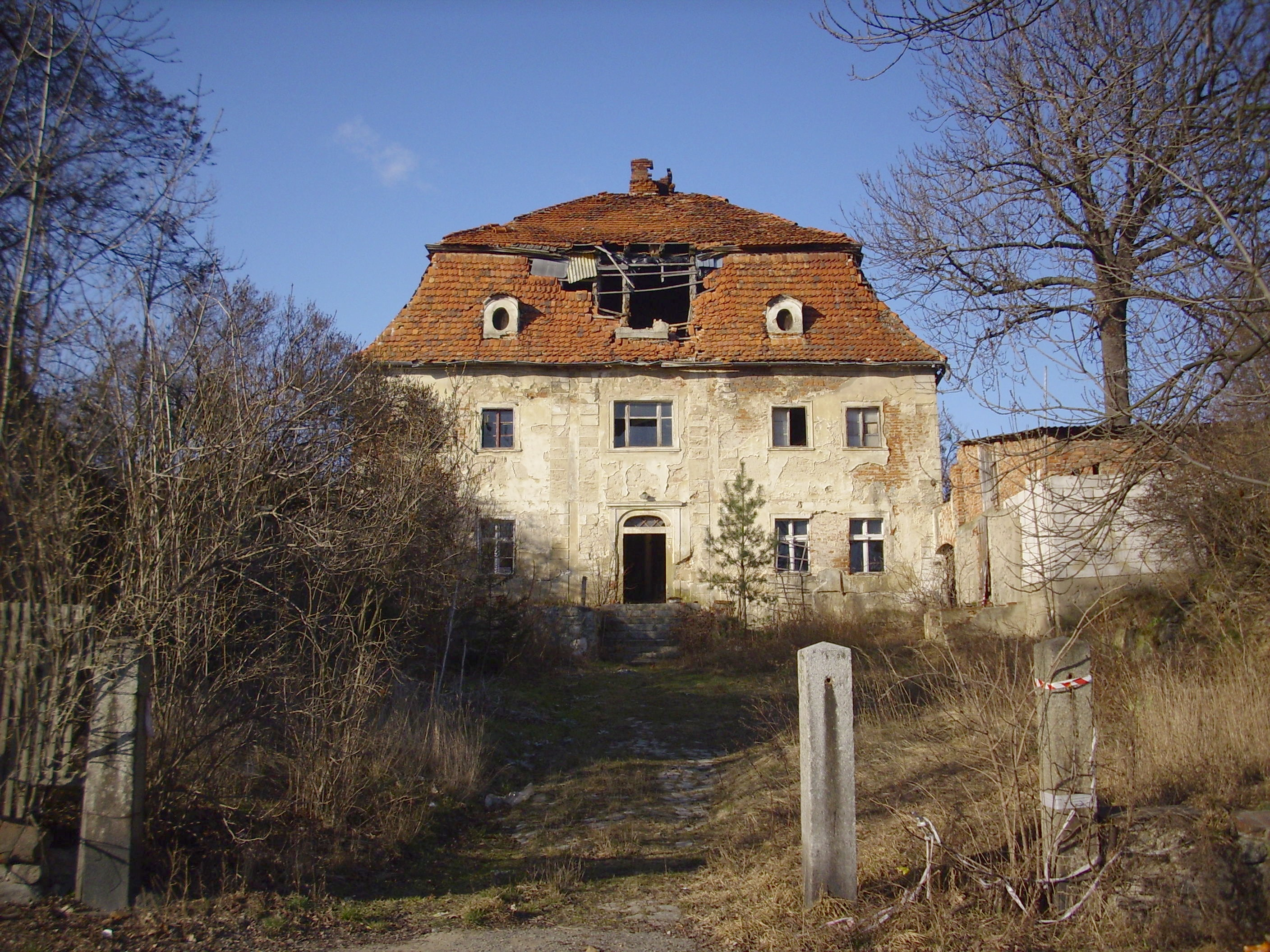
Plebania w ruinie (2008)
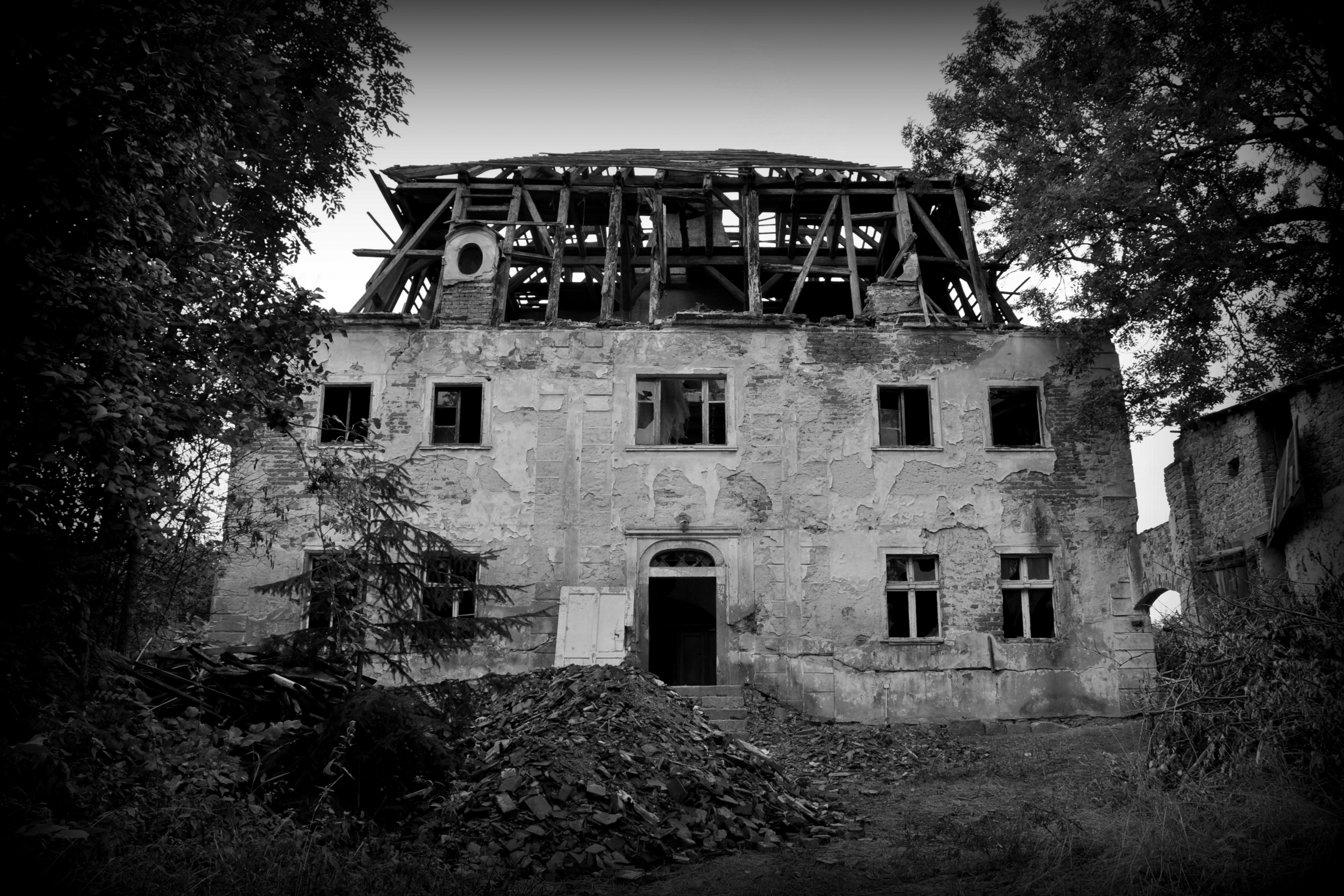
Naprawa dachu (2012)
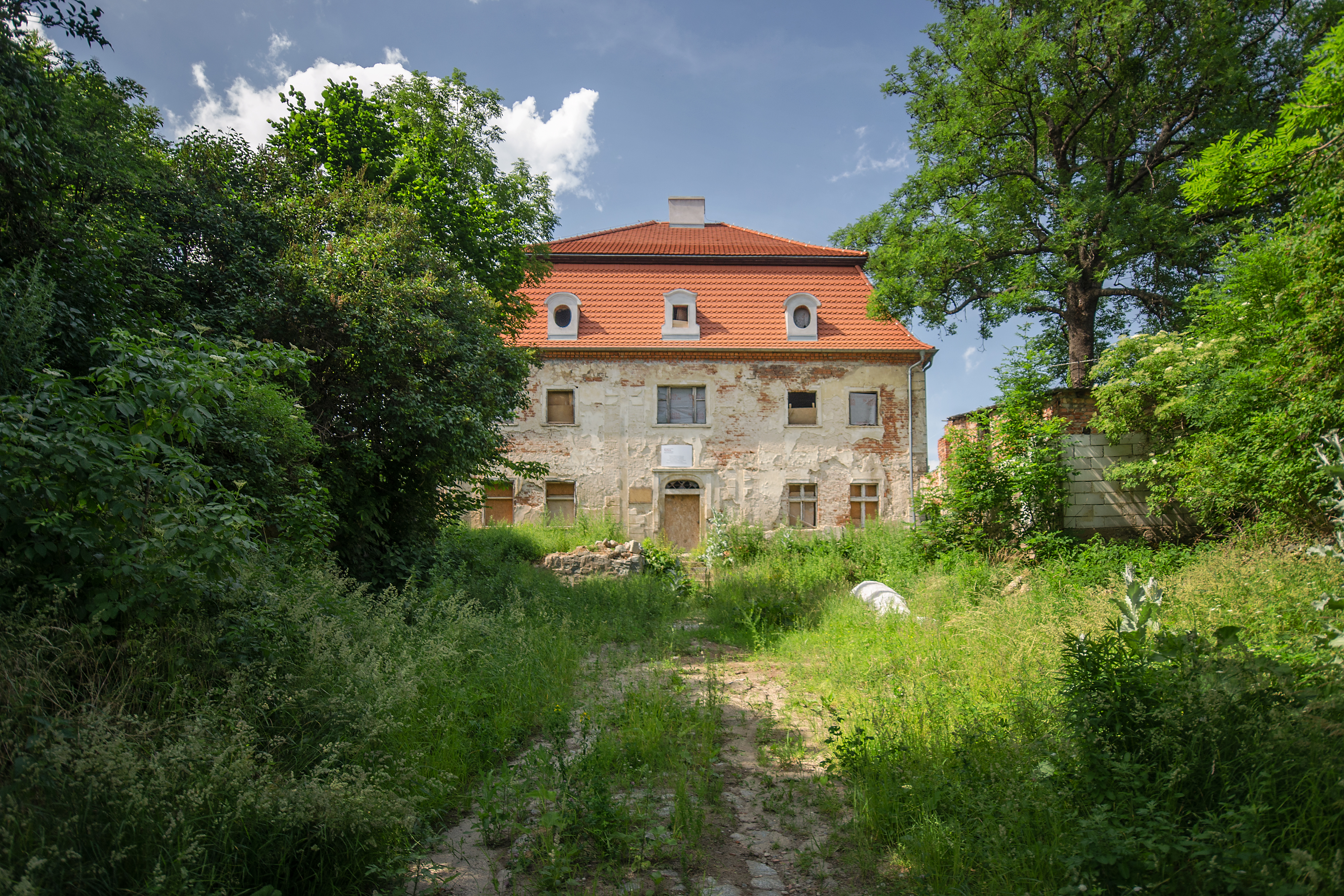
Plebania (2015)
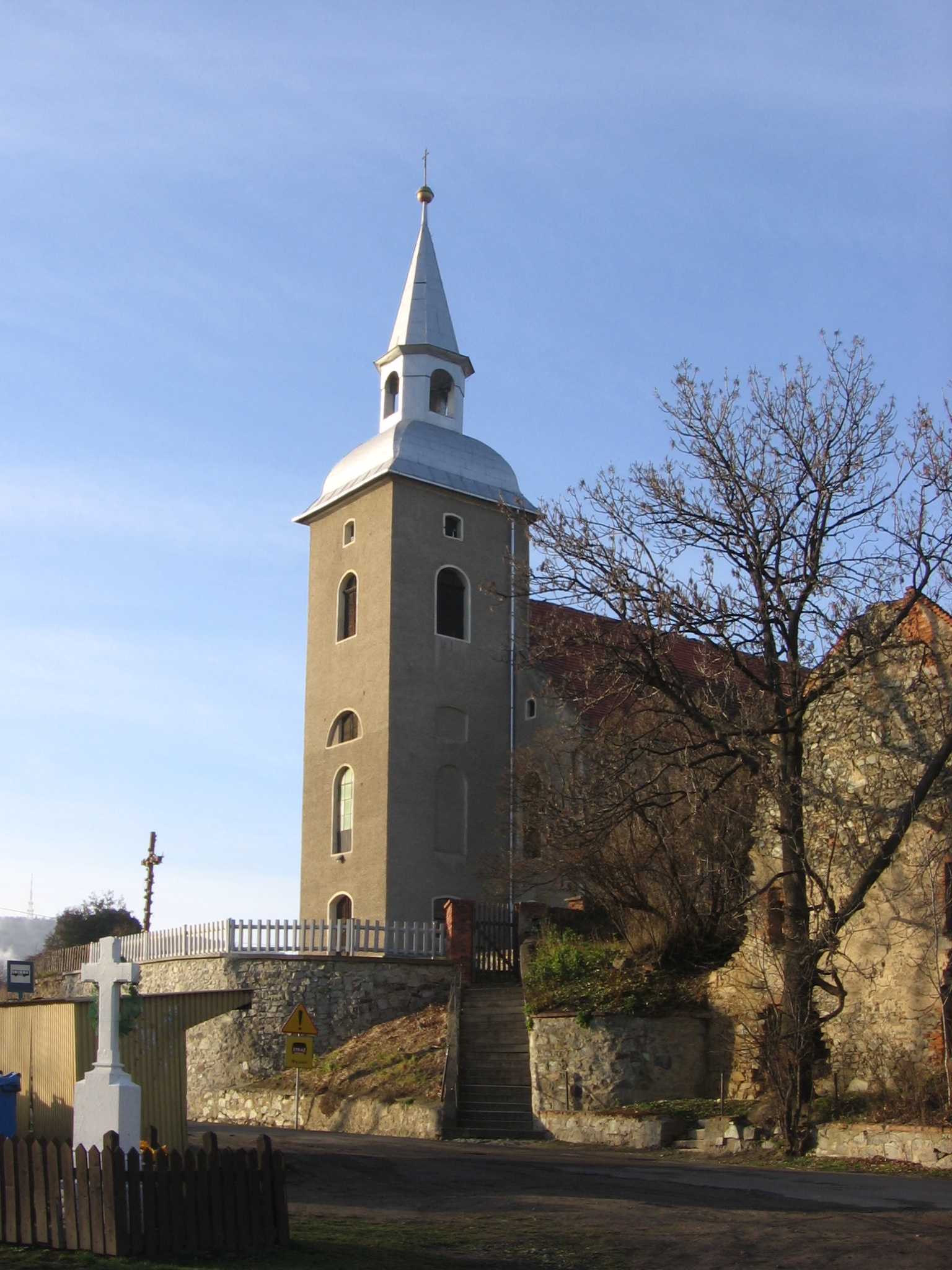
Kościół MBR